# آدم كرافت
آدم كرافت (بالألمانية: Adam Kraft)‏ هو نحات ومهندس معماري ألماني، ولد في عقد 1450 في نورنبرغ في ألمانيا، وتوفي بنفس المكان في 1509.

## وصلات خارجية
- آدم كرافت على موقع الموسوعة البريطانية (الإنجليزية)